# ارين سميث (لاعب كريكت)
ارين سميث (29 ديسمبر 1941 - ) (بالإنجليزية: Warren Smith)‏ هو لاعب كريكت أسترالي.

## وصلات خارجية
- ارين سميث على موقع إي آس بي آن كريك إنفو (الإنجليزية)